# Folgensbourg
Folgensbourg (prononcer [fɔlɡənsbuʁ]  ; en allemand et dialecte alsacien Folgensburg) est une commune française située dans la circonscription administrative du Haut-Rhin et, depuis le 1er janvier 2021, dans le territoire de la Collectivité européenne d'Alsace, en région Grand Est.
Cette commune se trouve dans la région historique et culturelle d'Alsace.
Ses habitants sont appelés les Folgensbourgeois et les Folgensbourgeoises.

## Géographie
| Michelbach-le-haut |               | Wentzwiller       |
| Muespach-le-Haut   | Folsgensbourg | Hagenthal-le-Bas  |
| Linsdorf           | Bettlach      | Hagenthal-le-Haut |

### Hydrographie

#### Réseau hydrographique
La commune est dans le bassin versant du Rhin au sein du bassin Rhin-Meuse. Elle est drainée par le ruisseau l'Altenbach, le Thalbach, le Liesbach et le Muesbach,,.
L'Altenbach, d'une longueur de 13 km, prend sa source dans la commune  et se jette  dans l'Augraben à Saint-Louis, après avoir traversé six communes. 
Le Thalbach, d'une longueur de 21 km, prend sa source dans la commune  et se jette  dans l'Ill à Walheim, après avoir traversé 15 communes. 

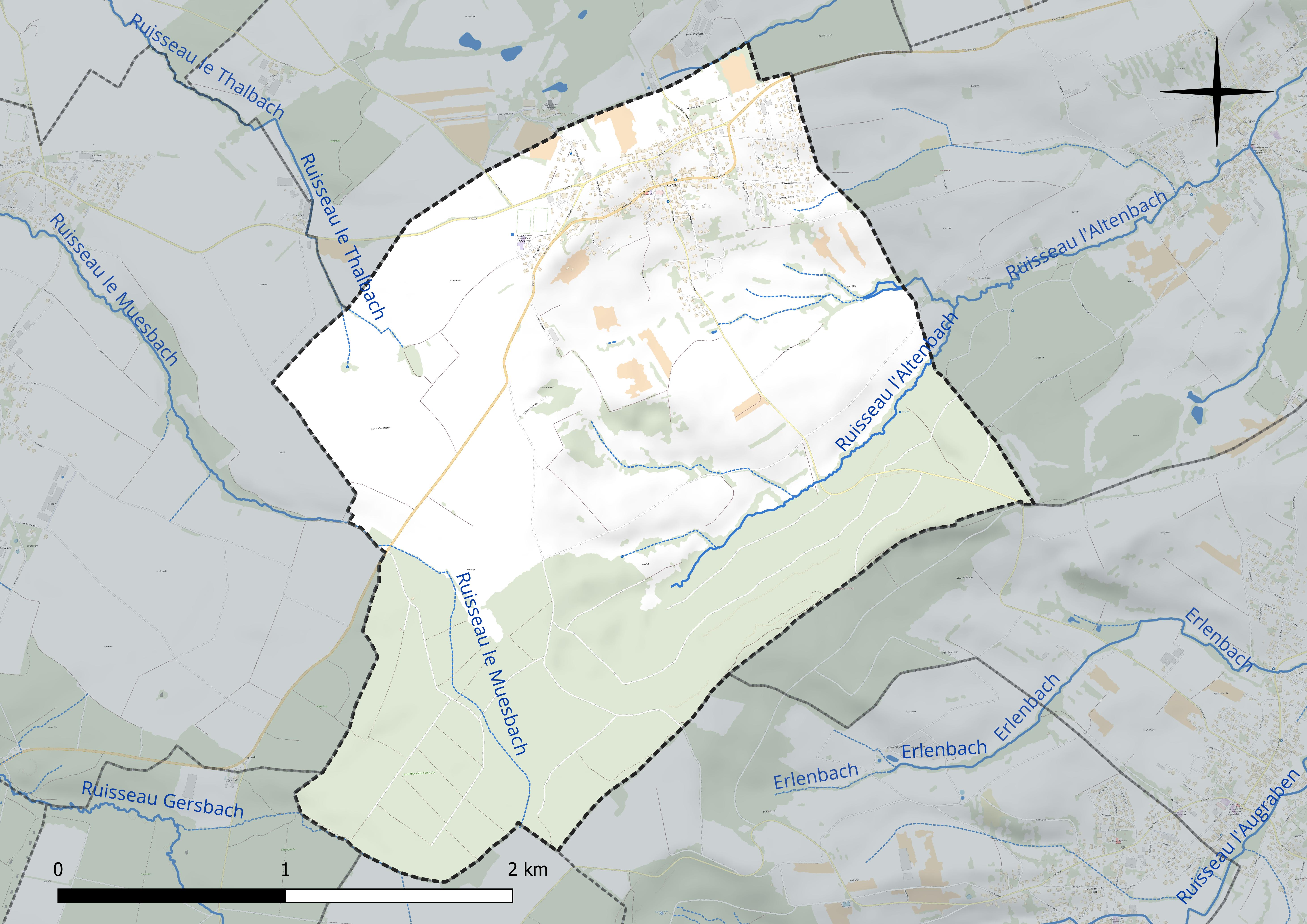
Réseau hydrographique de Folgensbourg.

#### Gestion et qualité des eaux
Le territoire communal est couvert par le schéma d'aménagement et de gestion des eaux (SAGE) « Ill Nappe Rhin ». Ce document de planification concerne la nappe phréatique rhénane, les cours d'eau de la plaine d'Alsace et du piémont oriental du Sundgau, les canaux situés entre l'Ill et le Rhin et les zones humides de la plaine d'Alsace. Le périmètre s’étend sur 3 596 km2. Il a été approuvé le 17 janvier 2005. La structure porteuse de l'élaboration et de la mise en œuvre est la région Grand Est. 
La qualité des cours d’eau peut être consultée sur un site dédié géré par les agences de l’eau et l’Agence française pour la biodiversité. 

### Climat
Pour des articles plus généraux, voir Climat du Grand Est et Climat du Haut-Rhin.
En 2010, le climat de la commune est de type climat des marges montargnardes, selon une étude du Centre national de la recherche scientifique s'appuyant sur une série de données couvrant la période 1971-2000. En 2020, Météo-France publie une typologie des climats de la France métropolitaine dans laquelle la commune est dans une zone de transition entre le climat semi-continental et le climat de montagne et est dans la région climatique  Alsace, caractérisée par une pluviométrie faible, particulièrement en automne et en hiver, un été chaud et bien ensoleillé, une humidité de l’air basse au printemps et en été, des vents faibles et des brouillards fréquents en automne (25 à 30 jours). 
Pour la période 1971-2000, la température annuelle moyenne est de 9,4 °C, avec une amplitude thermique annuelle de 17,3 °C. Le cumul annuel moyen de précipitations est de 727 mm, avec 8,9 jours de précipitations en janvier et 9,8 jours en juillet. Pour la période 1991-2020, la température moyenne annuelle observée sur la station météorologique de Météo-France la plus proche, « Bâle-Mulhouse », sur la commune de Saint-Louis à 10 km à vol d'oiseau, est de 11,1 °C et le cumul annuel moyen de précipitations est de 764,3 mm. 
La température maximale relevée sur cette station est de 39,1 °C, atteinte le 13 août 2003 ; la température minimale est de −23,5 °C, atteinte le 6 janvier 1985,,. 
Les paramètres climatiques de la commune ont été estimés pour le milieu du siècle (2041-2070) selon différents scénarios d'émission de gaz à effet de serre à partir des nouvelles projections climatiques de référence DRIAS-2020. Ils sont consultables sur un site dédié publié par Météo-France en novembre 2022.

## Urbanisme

### Typologie
Au 1er janvier 2024, Folgensbourg est catégorisée bourg rural, selon la nouvelle grille communale de densité à sept niveaux définie par l'Insee en 2022.
Elle est située hors unité urbaine. Par ailleurs la commune fait partie de l'aire d'attraction de Bâle - Saint-Louis (partie française), dont elle est une commune de la couronne,. Cette aire, qui regroupe 94 communes, est catégorisée dans les aires de 200 000 à moins de 700 000 habitants,.

### Occupation des sols
L'occupation des sols de la commune, telle qu'elle ressort de la base de données européenne d’occupation biophysique des sols Corine Land Cover (CLC), est marquée par l'importance des territoires agricoles (55,7 % en 2018), en diminution par rapport à 1990 (58,1 %). La répartition détaillée en 2018 est la suivante : 
zones agricoles hétérogènes (38,3 %), forêts (37 %), terres arables (11 %), zones urbanisées (7,1 %), cultures permanentes (3,7 %), prairies (2,8 %), mines, décharges et chantiers (0,2 %). L'évolution de l’occupation des sols de la commune et de ses infrastructures peut être observée sur les différentes représentations cartographiques du territoire : la carte de Cassini (XVIIIe siècle), la carte d'état-major (1820-1866) et les cartes ou photos aériennes de l'IGN pour la période actuelle (1950 à aujourd'hui).

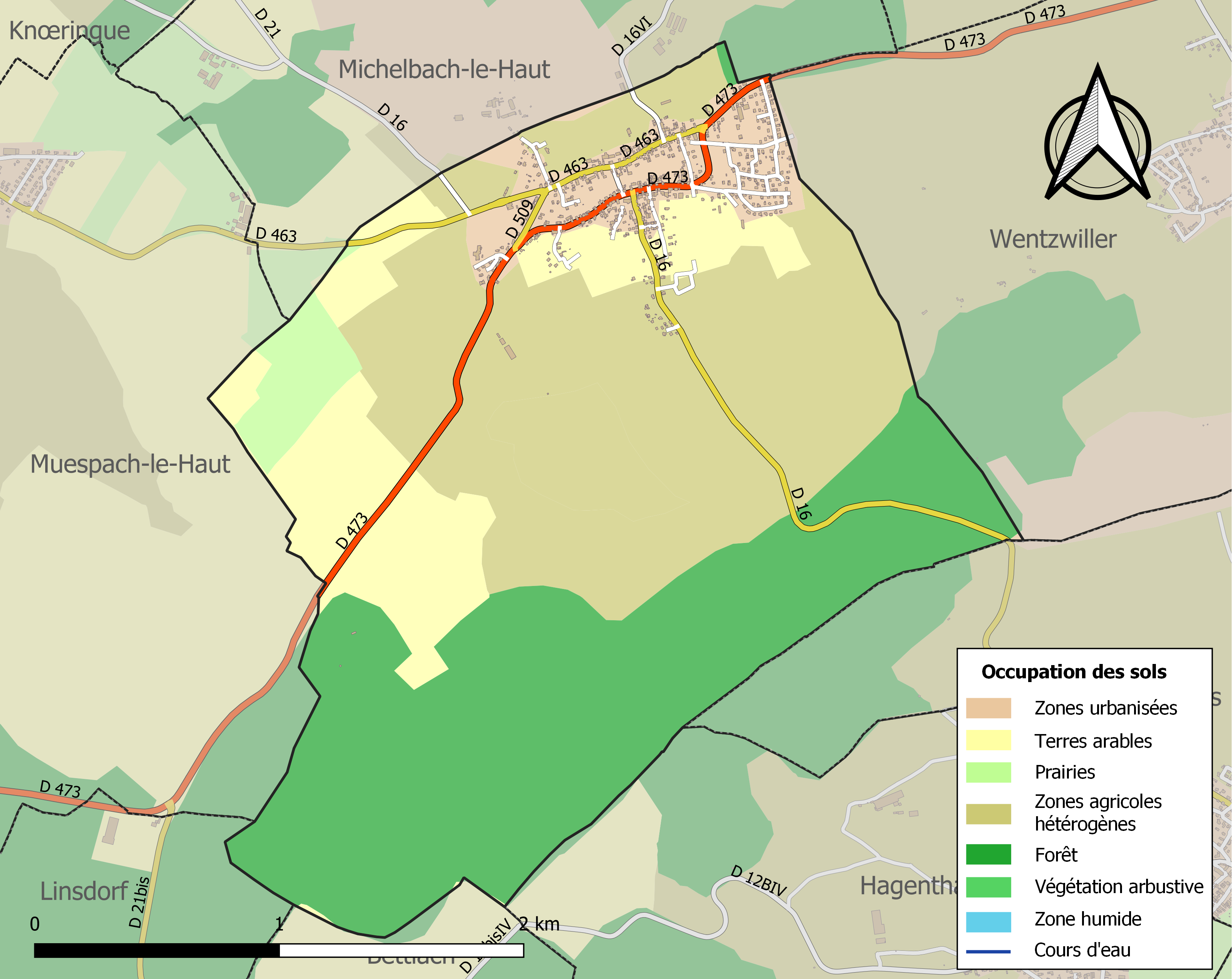
Carte des infrastructures et de l'occupation des sols de la commune en 2018 (CLC).

## Histoire

### La première mention du village
La première mention du village dont nous disposons date de 1190 ; il fait partie de la seigneurie de Ferrette qui passe aux Habsbourg en 1324 ; au XIXe siècle il y a deux tuileries et des ateliers de poterie ; la paroisse dépendait de l'abbaye de Lucelle et était desservie par un cistercien du prieuré voisin de Saint-Apollinaire.

### Le nom de la commune
Le nom de la localité a varié selon les époques et selon la langue officielle germanique ou française, on retrouve ainsi les variantes suivantes : Folchenspurg, Folgeburg, Folgensburg, Folgensburg dioecesis Basiliensis, Folgensburgensis, Folgenspurg, Folgesburg, Folkensburg, Volckenspurg, Volgensburg, Volgensburgensis, Volgensgurg, Volgenspurg, Volgenspurg oriundi, Volgensurg, Volgersburgensis, Volgerspurg, Volgesburg, Volkensberg, Vollgenspurg, Wolckelsberg, Wolgenspurg. L’étymologie du nom du village vient probablement du nom alémanique « Wolkensburg » signifiant « château des nuages », évoquant d'une part l'altitude élevée de la commune (la mairie est située à 450 m d'altitude) qui domine Bâle et la plaine d'Alsace, et d'autre part se rapportant très certainement au château construit dans la localité au Moyen Âge, aujourd'hui disparu.
Néanmoins, il faut noter qu'en 1850, le village portait le nom de Volkensberg, ce qui peut aussi signifier « montagne aux nuages » ou encore « montagne des peuples », cette dernière étant moins probable.

### Le château de Folgensbourg
En effet, comme évoqué plus haut, un château de Folgensbourg est cité en 1361 ; son emplacement n'est pas connu avec certitude mais il pourrait avoir été élevé au lieu-dit Zollbuchel où existe encore une motte ; ce lieu-dit ne ferait qu'un avec le village disparu de Munchendorf cité au XVe et au XVIe siècle.

### Héraldique
| Blason de Folgensbourg | Les armes de Folgensbourg se blasonnent ainsi : « D'azur au cygne passant d'argent becqué, langué et membré d'or, soutenu en pointe des lettres majuscules V S P également d'or. » |

## Politique et administration
| Période                                  | Période                    | Identité                                   | Étiquette            | Qualité |
| ---------------------------------------- | -------------------------- | ------------------------------------------ | -------------------- | --- |
| Les données manquantes sont à compléter. |                            |                                            |                      | |
| 1920                                     | 1945                       | Arthur Jaeck                               | UPR                  | Cultivateur Conseiller d'arrondissement (1935 → 1937)                                                                                   |
| 1945                                     | 1950                       | Edmond Runser                              |                      | |
| 1950                                     | mars 1971                  | Jean Ueberschlag                           |                      | Cultivateur |
| mars 1971                                | 1987                       | Joseph Sutter                              | Droite               | |
| 1987                                     | mars 2001                  | Rémy Stempflin                             |                      | |
| mars 2001                                | En cours (au 15 mars 2022) | Max Delmond Réélu pour le mandat 2020-2026 | Cap21 puis UDI (NED) | Chef d'entreprise, négociant en vins Conseiller général de Huningue (2011 → 2015) Conseiller départemental de Saint-Louis (2015 → 2021) |

## Démographie
L'évolution du nombre d'habitants est connue à travers les recensements de la population effectués dans la commune depuis 1793. Pour les communes de moins de 10 000 habitants, une enquête de recensement portant sur toute la population est réalisée tous les cinq ans, les populations de référence des années intermédiaires étant quant à elles estimées par interpolation ou extrapolation. Pour la commune, le premier recensement exhaustif entrant dans le cadre du nouveau dispositif a été réalisé en 2006.

En 2022, la commune comptait 902 habitants, en évolution de −0,11 % par rapport à 2016 (Haut-Rhin : +0,66 %, France hors Mayotte : +2,11 %).
| 1793 | 1800 | 1806 | 1821 | 1831 | 1836 | 1841 | 1846 | 1851 |
| ---- | ---- | ---- | ---- | ---- | ---- | ---- | ---- | ---- |
| 494  | 512  | 542  | 606  | 670  | 632  | 699  | 671  | 686  |

| 1856 | 1861 | 1866 | 1871 | 1875 | 1880 | 1885 | 1890 | 1895 |
| ---- | ---- | ---- | ---- | ---- | ---- | ---- | ---- | ---- |
| 607  | 650  | 658  | 634  | 632  | 643  | 585  | 548  | 518  |

| 1900 | 1905 | 1910 | 1921 | 1926 | 1931 | 1936 | 1946 | 1954 |
| ---- | ---- | ---- | ---- | ---- | ---- | ---- | ---- | ---- |
| 523  | 522  | 525  | 502  | 538  | 508  | 481  | 500  | 495  |

| 1962 | 1968 | 1975 | 1982 | 1990 | 1999 | 2006 | 2011 | 2016 |
| ---- | ---- | ---- | ---- | ---- | ---- | ---- | ---- | ---- |
| 524  | 532  | 600  | 590  | 581  | 633  | 727  | 864  | 903  |

| 2021 | 2022 | - | - | - | - | - | - | - |
| ---- | ---- | - | - | - | - | - | - | - |
| 915  | 902  | - | - | - | - | - | - | - |

## Lieux et monuments

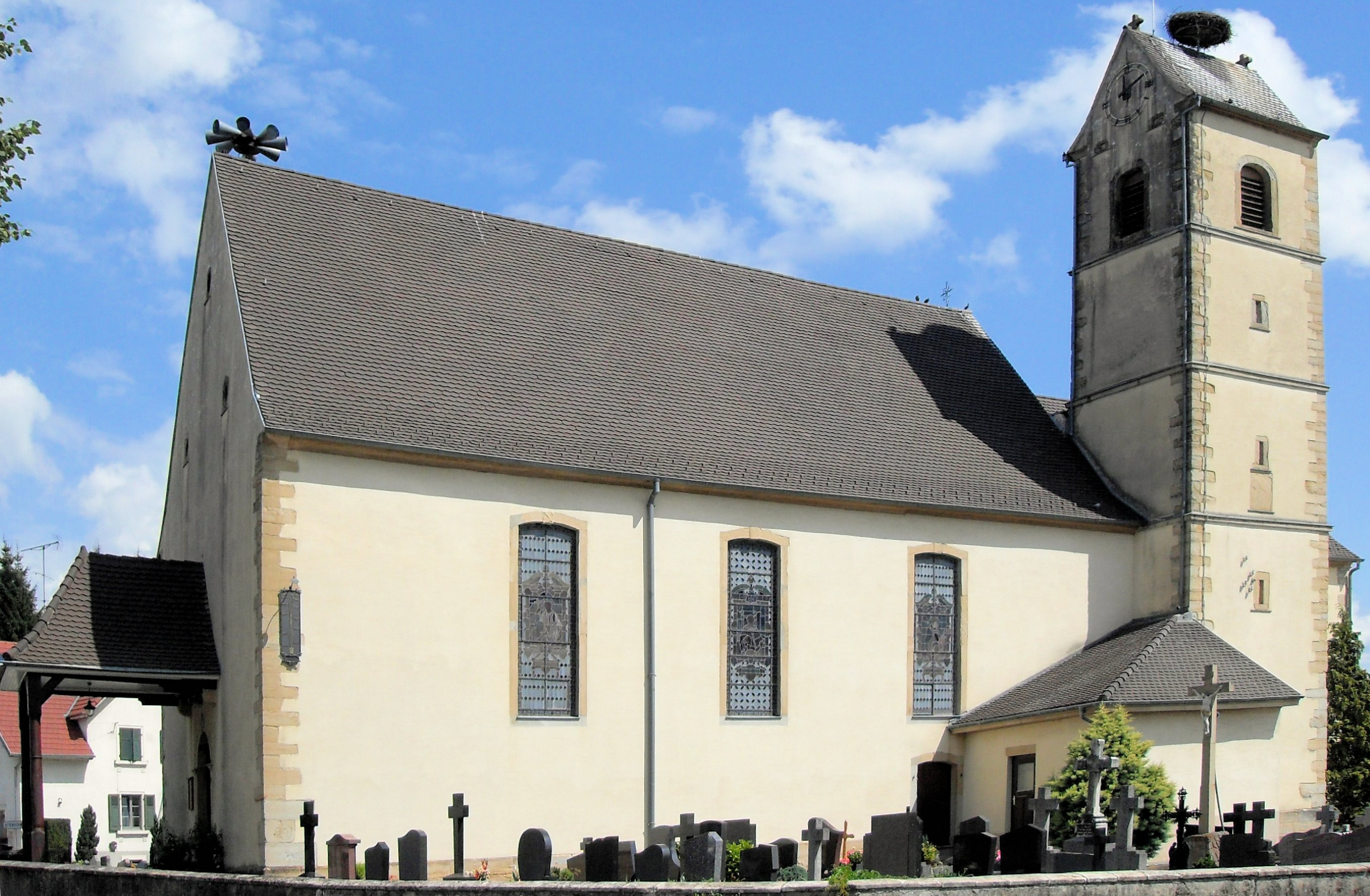
L'église Saint-Gall.
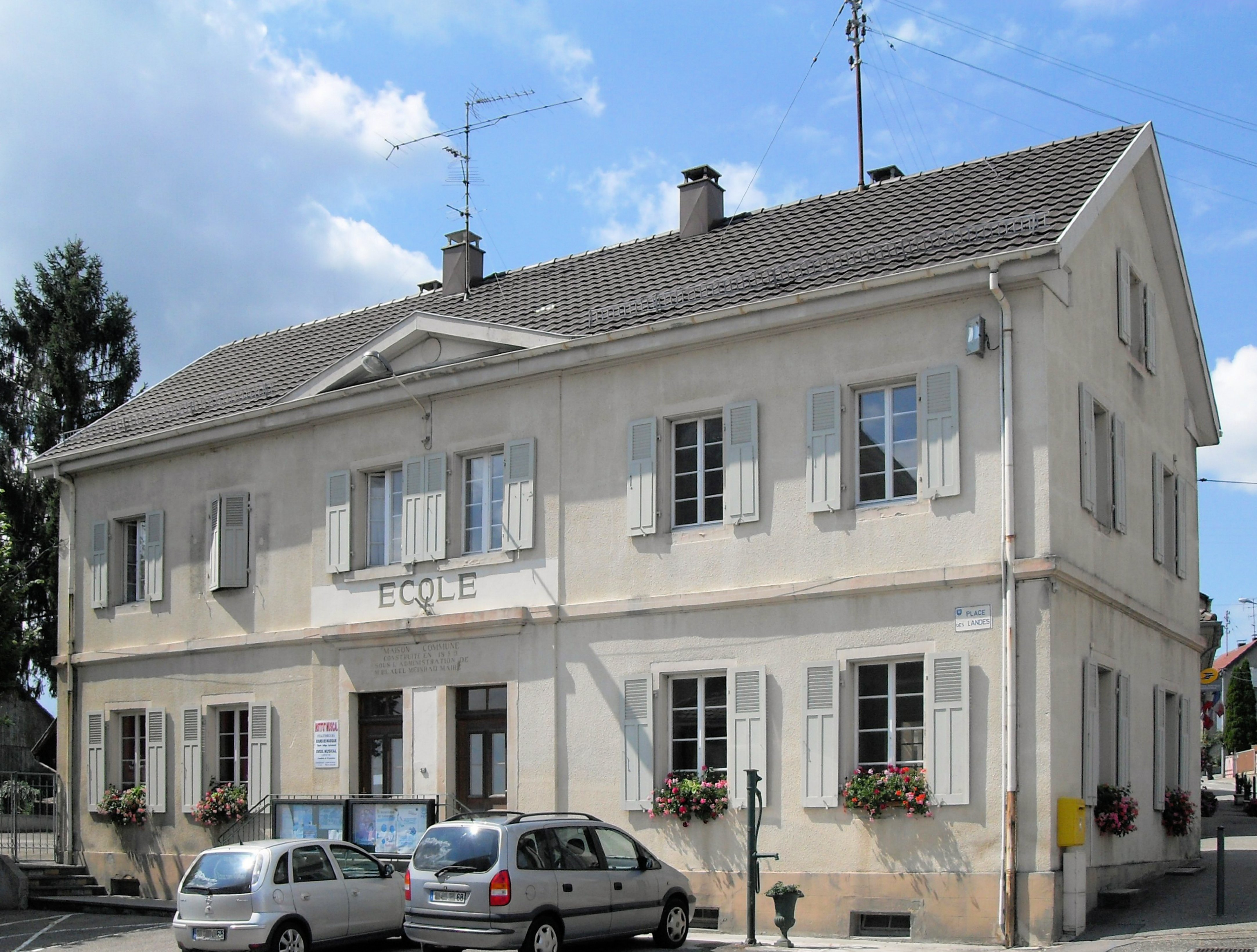
L'école.
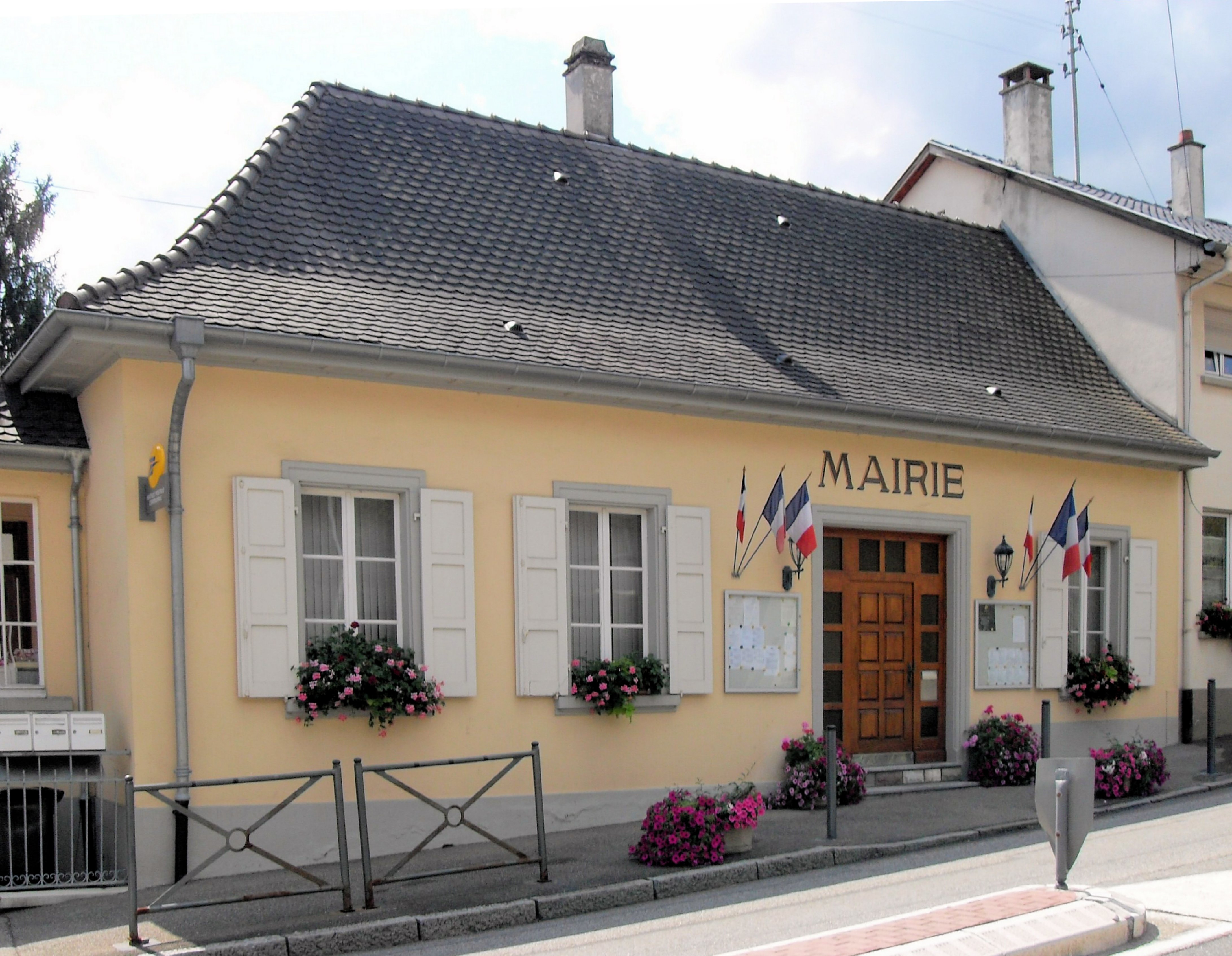
La mairie.

## Personnalités liées à la commune
- Jean Ueberschlag, maire de la ville de Saint-Louis de 1989 à 2011, est originaire de Folgensbourg.
- Georges Emmanuel Beuret (°1772-†1828), général d'Empire, né à Larivière (Territoire de Belfort) et décédé au prieuré Saint Apollinaire, dont il devint propriétaire vers 1810, situé entre les communes de Michelbach-le-Haut et de Folgensbourg.
- Aloïse Guthlin (°20 décembre 1828 à Folgensbourg - †20 août 1878 à La Combe-de-Lancey), prêtre catholique ordonné le 18 décembre 1852 pour le diocèse de Strasbourg, théologien, métaphysicien, professeur de grammaire et de philosophie, missionné au diocèse d'Orléans en 1872, chanoine honoraire en 1875, vicaire général de l'évêque d'Orléans Félix Dupanloup en 1877[30].
- Joseph Guthlin (°12 juin 1850 à Folgensbourg - †20 décembre 1917 à Rome), prêtre catholique ordonné le 29 mars 1873, professeur d'apologétique au Grand séminaire de Strasbourg, chanoine honoraire de la cathédrale de Strasbourg, missionné à Rome à partir de 1878, docteur en droit canon et canoniste à l'Ambassade de France près le Saint-Siège, conseiller du pape pour les questions d'Orient, prélat domestique de la Maison de Sa sainteté le pape Léon XIII, prélat référendaire de la signature papale, recteur de l'église Saint-Nicolas-des-Lorrains de Rome, supérieur de l'église St-Louis-des-Français de Rome, chevalier de la légion d'honneur, écrivain sous le nom pseudonyme « Lector Lucius » ; il est le neveu de Aloyse Guthlin.
- Philippe Guthlin, né le 11 janvier 1831 à Folgensbourg et mort le 2 mars 1888 à Paris, époux de Mathilde Delaporte dite « Philippe Gallois », écrivain, poète, professeur d'allemand, de littérature et de poésie, aussi historien et critique littéraire, officier de l’instruction publique.